# Вот и мы, жизнь!
«Вот и мы, жизнь!» (фин. Täältä tullaan, elämä!) — фильм финского режиссёра Тапио Суоминена (1980), ставший классикой финского молодёжного кинематографа. После выхода в прокат в 1980 году фильм посмотрели 382 024 зрителя, что сделало кинокартину самым посещаемым фильмом года в Финляндии.

## Действие
Действие фильма происходит в конце 1970-х годов в Финляндии, его главные герои — трудные подростки, учащиеся спецкласса одной из хельсинкских школ. Юсси, Пете и Лиза — дети из неблагополучных семей, испытывающие проблемы со школьной дисциплиной и не желающие соответствовать требованиям общества, в котором живут. Из всех окружающих настоящую заботу о них проявляет только преподаватель спецкласса по прозвищу Папаша. Однако, он одинок в своём стремлении вырастить из подростков полноценных членов общества и сам оказывается вынужден простивостоять другим школьным учителям.
Фильм описывает несколько дней из жизни главных героев, показывая их взаимоотношения внутри семьи, в школе и между собой, а также отношение общества к проблемной молодёжи. Юсси и Пете прогуливают школу, выпивают, болтаются по городу, периодически нарушая закон. Режиссёр демонстрирует образ трудных подростков, дерзких и самоуверенных в общей компании, но совершенно беспомощных в ситуации, когда они вынуждены отстаивать свою позицию в одиночестве. Герои-подростки много говорят, но мало на что способны, а их громкие слова и вызывающее поведение (производящее устрашающее впечатление на учеников младших классов) резко контрастируют с их беспомощностью в реальных жизненных ситуациях. При этом режиссёр показывает и положительные стороны героев, способных к сочувствию и сопереживанию, что проявляется в первую очередь в их отношении к близким друзьям, а также животным, занимающим немалое место в жизни двух главных персонажей.
В итоге действие картины приходит к трагическому финалу, символизирующему предопределённость судьбы трудных подростков, которых общество считает «отбросами».

## В ролях
- Эса Ниемеля — Юхани Кескитало (Юсси)
- Тони Холмстрём — Пете
- Кати Оутинен — Лиза (Лиссу)

## Дополнительные сведения об актёрском составе
- Большинство ролей в фильме сыграли непрофессиональные актёры[4].
- Исполнитель главной роли Эса Ниемеля снялся в ещё в одном фильме («Милка» Рауни Моллберга, 1980[7]), после чего оставил актёрскую деятельность, став оператором на телевидении[8].
- Роль Лизы стала первой крупной ролью Кати Оутинен в кино. Здесь её впервые увидел режиссёр Аки Каурисмяки, для которого она впоследствии стала любимой актрисой[9][10].

## Стиль съёмок: реализм и натурализм
«Вот и мы, жизнь!» принадлежит к направлению «архиреализма» (фин. arkirealismi) в финском кино, делющем особый акцент на аскетичном и грубом языке видеоряда. Только появившись на экранах, фильм поразил зрителей своей реалистичностью. Псевдодокументальный подход режиссёра становится очевиден уже с самых первых кадров фильма, в которых показана сцена настоящих родов.
Стремлением к документальности объясняется и привлечение к участию в фильме большого числа непрофессиональных актёров, а также проведение съёмок в обычных жилых кварталах и школах Восточного Хельсинки. В связи с этим картину также называют «первым финским фильмом о пригородах» (фин. ensimmäinen lähiöelokuva).

Будучи финном и жителем Хельсинки, я считаю этот фильм одной из лучших лент, когда-либо снятых в Финляндии. Я бы отнёс его к жанру финского неореализма в кинематографе, если такой жанр вообще существует, поскольку Хельсинки начала 1980-х годов изображён в нём настолько реалистично, что фильм выглядит почти документальным. Я рос в Хельсинки в те годы и помню мой город именно таким, каким он показан в фильме. Холодным, враждебным и полным бетона. — Из отзывов на IMDb 

## Фильм в контексте молодёжной культуры

Пете (Тони Холмстрём) и Юсси (Эса Ниемеля) на фоне сквота.

Действие фильма относится ко времени зарождения интернационального панк-движения и финской «новой волны». Под влиянием новой молодёжной культуры в Финляндии начали появляться сквоты и организуемые самой молодёжью «сообщества живой музыки». Эти приметы эпохи присутствуют и в фильме, хотя и не на переднем плане или в качестве главной темы. Молодые люди, называвшие себя панками, ощущали свою общность благодаря одинаковым музыкальным вкусам и общей панк-идеологии, однако главный герой фильма, Юсси, по словам Матти Салакки, кинокритика из университета Турку, был «из совсем другой сказки». Он и его товарищи — это маргинальная молодежь, не испытывающая привязанности ни к чему. Они проводят время в сквоте с другими молодыми людьми, но не участвуют ни в каких акциях: для них сквот — просто место, где можно провести время, поскольку в школе и дома их ждут только проблемы.
Тем не менее, присутствующие в фильме элементы панк-культуры выполняют важную миссию создания общего контекста, в котором развивается основное повествование. Так, в начало фильма были включены кадры с концерта «отца финского панка» Пелле Мильооны, проходившего в Kill City — одном из кварталов деревянной застройки в Каллио (район в центральном округе Хельсинки), в конце 1970-х годов ставшим главным местом сбора местных панков, но снесенном городскими властями в начале 1980-х. По ходу развития сюжета в фильме также звучит музыка Маукки Перусьятки, другой легенды финского панка, а также заснят процесс сноса одного из хельсинкских сквотов.
Некоторые кинокритики считают, что режиссёр показал в фильме протестную молодёжную культуру того времени, восстававшую против общества, чтобы лучше представить личный бунт конкретных персонажей против доминирующего общественного порядка и их сопротивление школьному устройству и бюрократии.

## «Вот и мы, жизнь!» и особенности финского молодёжного кинематографа
Молодёжные фильмы составляют довольно небольшую часть финского кинопроизводства. Тема шумных вечеринок и весёлого времяпровождения, часто присутствующая в американских молодёжных фильмах, полностью отсутствовала в финском кинематографе вплоть до конца 1980-х годов. Если голливудские проекты такого плана реализовывались с расчётом на получение доходов с молодёжной аудитории (что и обусловило интерес к «легкой» тематике), то в Финляндии упор делался на предостережение и просвещение молодого поколения. Присущие молодым «отклонения» от общепринятого поведения и стремление к веселью в финском кино рассматривались с точки зрения морали, а сам процесс взросления часто воспринимался как социальная проблема, что нашло отражение и в данной картине.

## Награды
- 1980 — премия Юсси (финский аналог премии Оскар) лучшей съёмочной группе[17][18]
- 1980 — ежегодная почётная награда Humanismin käsi (дословный перевод — «Рука гуманизма») присуждена Тапио Суоминену[19][20]
- 1981 — премия Юсси за лучший сценарий[21]